# Ion Dimitriu-Bârlad
Ion C. Dimitriu-Bârlad (n. 17 mai 1890, Bârlad, Tutova, România – d. 1964) a fost artist plastic român, sculptor monumentalist și desenator.

## Biografie
Ion C. Dimitriu-Bârlad s-a născut la data de 17 mai 1890 în orașul Bârlad. A absolvit Liceul “Gheorghe Roșca Codreanu" din localitatea natală și apoi Școala de Belle-Arte din București, fiind remarcat de profesorul Dimitrie Paciurea (sculptură) si Fritz Storck (desen și sculptură). Ulterior a studiat și la Academia Julian din Paris (1913-1914). 
Între anii 1910-1911, a urmat și cursurile Școlii militare de infanterie din București. A participat la Războiul de întregire a Neamului. A efectuat călătorii de studiu în numeroase țări din Europa (Italia și Grecia - 1921 și 1922; Spania - 1929). A lucrat ca profesor de desen artistic și liniar la Liceul Gheorghe Lazăr din București, după care a devenit inspector de specialitate (1927-1929). 
El s-a afirmat în primul rând ca autor de monumente ale eroilor din primul război mondial, dar și prin numeroase busturi dedicate unor personalități ale științei și culturii românești (Titu Maiorescu, Vasile Pârvan, Bogdan Duică, Dimitrie Brândză, doctorul neurolog Gheorghe Marinescu, Generalul Ion Dragalina - 1920, Ion Bassarabescu, Ion Creangă, Ion Manu, Mihai Eminescu - 1930, Mihai Viteazul, Nicolae Bălcescu, Nicolae Leonard, Nicolae Gane, poetul Ion Dragoslav, prof. N. Longinescu, Raul Bulfinski, Samson Bodnărescu).
Dimitriu-Bârlad a obținut mai multe premii și distincții ca de exemplu Premiul Salonului Oficial din București (1911), Premiul de compoziție al Ministerului Artelor (1943), Ordinul “Meritul Cultural” cl. I pentru artă nr. 149068/30 octombrie 1943, Premiul de creație al Fondului Plastic (1949) și Premiul pentru lucrarea “Discobolul” al Uniunii Artiștilor Plastici (1952). 
A avut mai multe expoziții personale în țară: Iași (casele Drossu - 1918), Chișinău (Liceul de fete - 1919), București (Sala Mozart - 1919), București (Cercul Militar - 1920), București (Arenele Romane - 1921/1922), București (Sala Minerva - 1925), București (Ateneul Român - 1930), București (Sala Dalles - 1935) și București (Sala Universul - 1940). De asemenea, a expus și la Salonul Oficial din Paris (1914).
Ion C. Dimitriu-Bârlad a încetat din viață în anul 1964. A fost bunicul cântăreței Margareta Pâslaru. În prezent, o stradă din municipiul Bârlad îi poartă numele.
Pictorul Sever Burada a fost un elev a lui.

## Lucrări

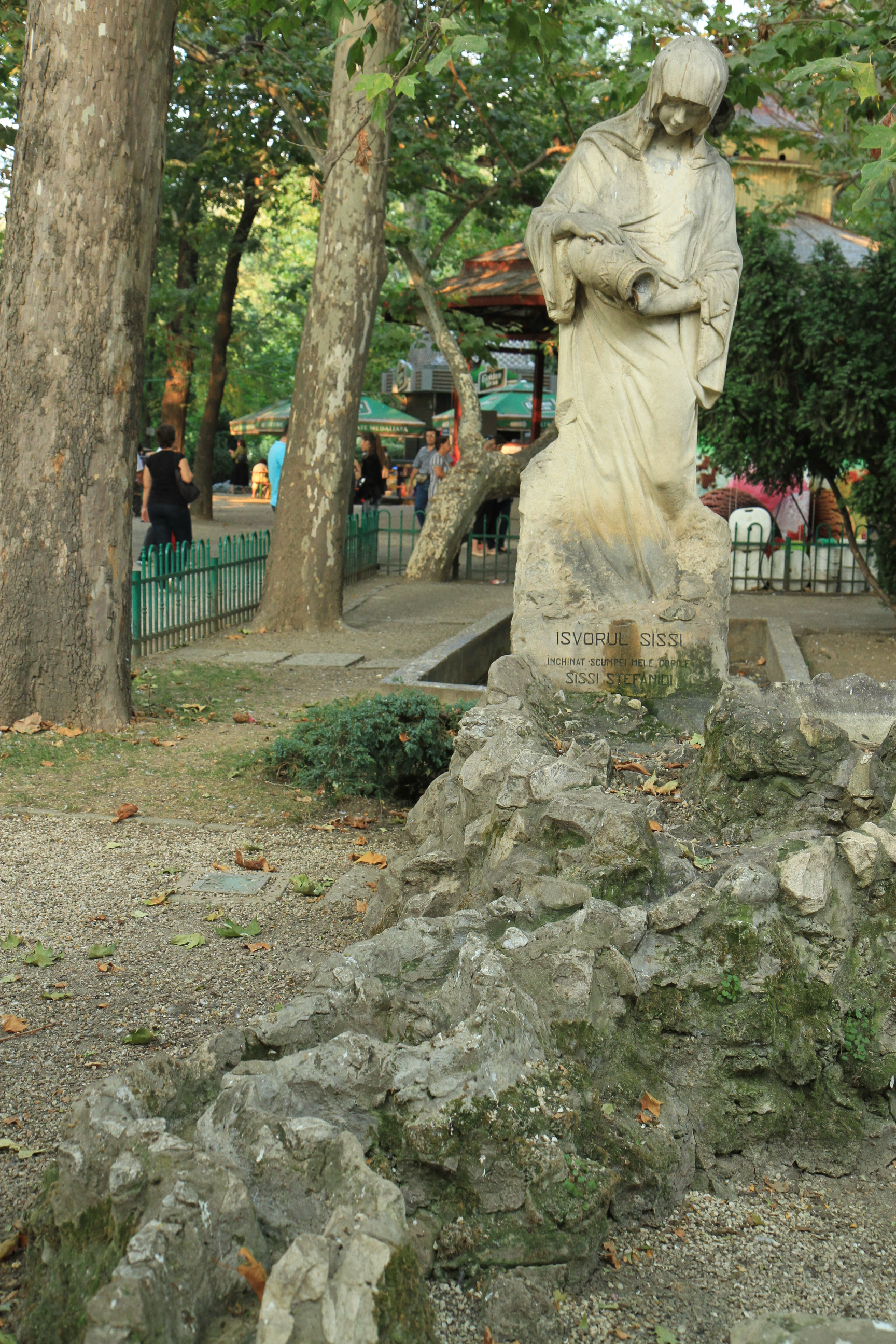
Izvorul “Sissi” din Parcul Cișmigiu

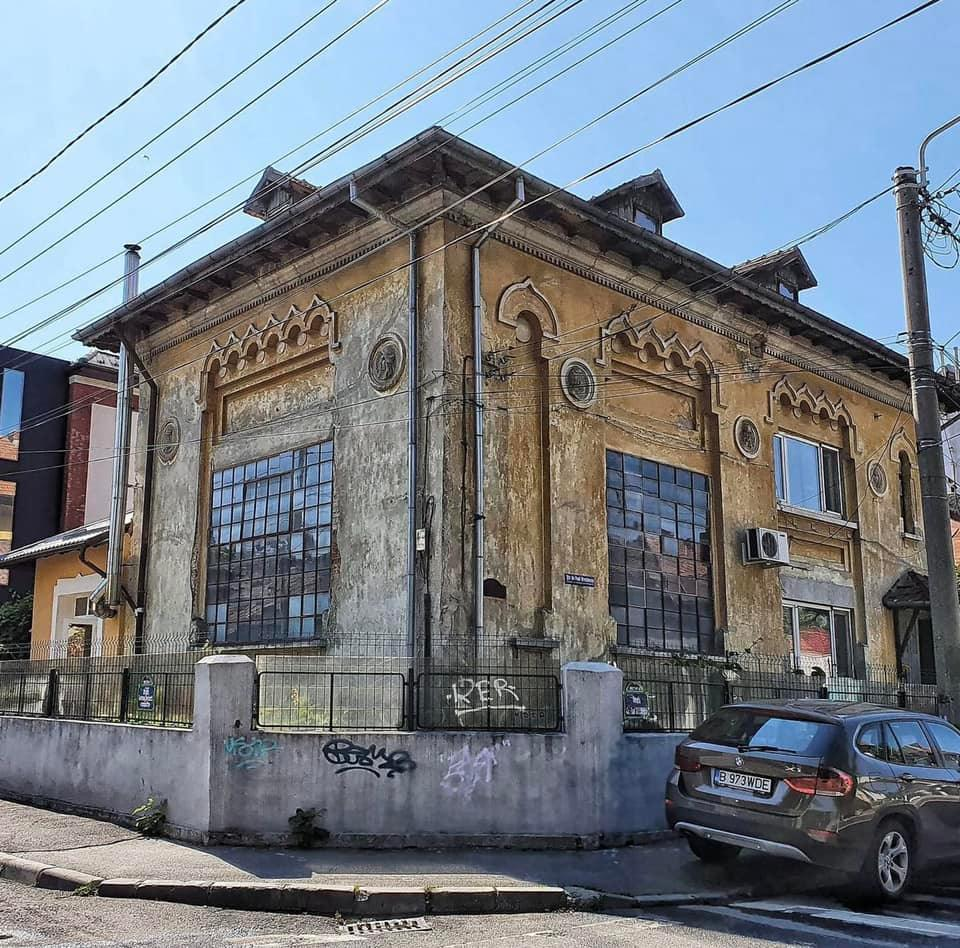
Casa Ion Dimitriu-Bârlad (demolată 2022)

Mare parte dintre operele sale au fost declarate monumente de artă plastică, fiind achiziționate de organizații de stat, cum ar fi Ministerul Artelor (Bustul lui I. Anestin - 1911 și Bustul din bronz al lui Octav Băncilă - 1949), Ateneul Român (Bustul din bronz al lui Al. Odobescu, bronz - 1937 și Bustul din bronz al lui Petre Poni - 1940), Muzeul Aman din Craiova și Muzeul Militar Central din București, precum și de personalități străine: rectorul Universității din Atena (bustul lui Anghelopulos - 1921), directorul Muzeului Bizantin din Atena (bustul lui Adamantios - 1921), marele arheolog Cavadias din Atena sau rectorul d’Orsi al Academiei de Belle-Arte din Napoli (1922). 

### Lucrările sale (selecție)
- Monumentul eroilor din Costești - 1925
- Statuia Cavaleristului în atac din Iași - 1927
- Statuia lui Ștefan cel Mare din Iași, din cadrul Grupului Statuar al Voievozilor
- Statuia lui Dimitrie Cantemir din Iași, din cadrul Grupului Statuar al Voievozilor
- Monumentul Ultima Grenadă a caporalului Mușat din Bușteni - reprezentare în bronz a eroului din primul război mondial - 1928
- Statuia ecvestră a lui Avram Iancu din satul Câmpeni, Alba - 1940
- Femeie cu ulcior (Izvorul “Sissi”) din Grădina Cișmigiu din București
- Bustul lui Alexandru Ioan Cuza din Galați, instalat în 1959, cu prilejul centenarului Unirii. Din cauză că acesta distona totuși cu proporțiile întregului ansamblu, la 9 mai 1972 el a fost înlocuit cu statuia de acum, operă a sculptorului Ion Jalea.[1] Bustul realizat de Dimitriu-Bârlad a fost transferat la Tecuci.[2]
- Discobolul, instalat în fața Stadionului Dinamo din București. La 2 noiembrie 2002, statuia Discobolul a fost dusă circa zece metri mai încolo, în incinta stadionului alături de Sulițaș și de statuia lui Cătălin Hîldan. Pe locul lăsat liber după mutarea Discobolului, clubul Dinamo a instalat statuia lui Ivan Patzaichin, dezvelită pe 26 noiembrie 2002, ziua în care acesta a împlinit 53 de ani.[3]
- Bustul lui Stroe  Belloescu - gips 1919 și bronz (Bârlad, 1936)[4]
- Bustul scriitorului Alexandru Vlahuță din Bârlad - 1921
- Bustul caporalului Constantin Mușat din Bârlad - amplasată în curtea UM 01458 din Bârlad, Str.Republicii - 1923
- Bustul lui Ion Creangă din Grădina Copou din Iași
- Bustul col. farmacist C. Merișanu din București, Str. Ștefan Furtună în curtea Spitalului
- Bustul lui Titu Maiorescu, amplasat în Rotonda scriitorilor din Parcul Cișmigiu din București.
- Bustul Elenei Cuza din București, Șos.Panduri nr.99
- Bustul prof. Dimitrie Brândză din Grădina Botanică din București
- Bustul doctorului Grecescu din Grădina Botanică din București
- Bustul lui Costache Negri din Târgu Ocna
- Bustul lui Haralamb Lecca din Caracal
- Bustul lui Aurel Vlaicu din Orăștie, comuna Stibor
- Bustul lui Nicolae Iorga din Vălenii de Munte, Bd. Nicolae Iorga, în fața Școlii Elementare
- Bustul generalului dr. Vicol din Băile Herculane, în fața parcului
- Bustul lui Julius Fučík din Parcul Herăstrău din București
- Bustul sublocotenentului Gabriel Pruncu din Mărășești, str. Doina
- Bustul lui Ion Popescu din fața Școlii Normale din Bârlad.
- Statuia „Isvorul Susurul", amplasată în Parcul „Constantin Poroineanu” din Caracal[5]

Familia mai deține alte circa 60 de lucrări.

## Donație
În anul 1957 a donat Muzeului «Vasile Pârvan» din Bârlad, circa 30 de lucrări dintre care se pot aminti busturile unor personalități din România, așa cum sunt: Vasile Pârvan, Emil Gârleanu, Gheorghe Gheorghiu-Dej, Al. Vlahuță, I. Dragoslav, A.D. Xenopol, Constantin Nottara, George Palade, Titu Maiorescu, George Enescu, Matei Millo, Radu Rosetti, Vasile Lupu, Tudor Vladimirescu, Dimitrie Cantemir, dar și busturile unor ruși și sovietici, precum Maxim Gorki, Lenin, Belinschi, ș.a.m.d.